# 持明院基孝
持明院 基孝 （じみょういん もとたか）は、戦国時代から安土桃山時代にかけての公卿。権中納言・持明院基規の子。官位は正二位・中納言。持明院家16代。法名は如空。

## 官歴
『公卿補任』による
- 大永3年（1523年） 10月1日：叙爵（従五位下）
- 天文元年（1532年） 12月25日：侍従。12月28日：従五位上
- 天文4年（1535年） 12月4日：左近衛少将
- 天文5年（1536年） 2月21日：正五位下
- 天文7年（1538年） 3月8日：兼丹後介
- 天文8年（1539年） 12月30日：従四位下
- 天文9年（1540年） 3月24日：転左近衛中将
- 天文11年（1542年） 正月5日：従四位上
- 天文13年（1544年） 3月19日：兼越中介
- 天文15年（1546年） 正月5日：正四位下
- 天文21年（1552年） 12月23日：従三位。12月24日：大蔵卿
- 弘治4年（1558年） 12月23日：参議
- 永禄2年（1559年） 正月6日：正三位
- 天正元年（1573年） 10月9日：権中納言
- 天正2年（1574年） 12月14日：従二位
- 天正5年（1577年） 11月20日：転中納言
- 天正13年（1585年） 正月6日：正二位
- 慶長16年（1611年） 5月28日：薨去（享年92、法名如空）

## 系譜
- 父：持明院基規
- 母：水無瀬季兼の娘[1]
- 生母不明の子女
  - 女子：持明院基子（?-1644） - 後陽成天皇典侍、堯然法親王生母
- 養子
  - 男子：持明院基久[1]（1584-1615） - 正親町季秀の次男